# مرسدس-بنز ال ۳۱۹
مرسدس بنز ال ۳۱۹ خودروی تجاری سبکی است که میان سالهای ۱۹۵۵ تا ۱۹۶۸ توسط مرسدس بنز تولید می‌شد. این خودرو کمی بزرگتر از یک ون، و همچنین کوچکتر از یک کامیونت است و نخستین ساخته کارخانه در این کلاس خودرو به حساب می‌آید. این خودرو با بدنه‌های مختلف از جمله وانت، ون عرضه گردید. همچنین مدل مینی‌بوس آن که به O 319 مشهور است، مدتی در ایران توسط ایران خودرو دیزل مونتاژ و عرضه می‌شد.

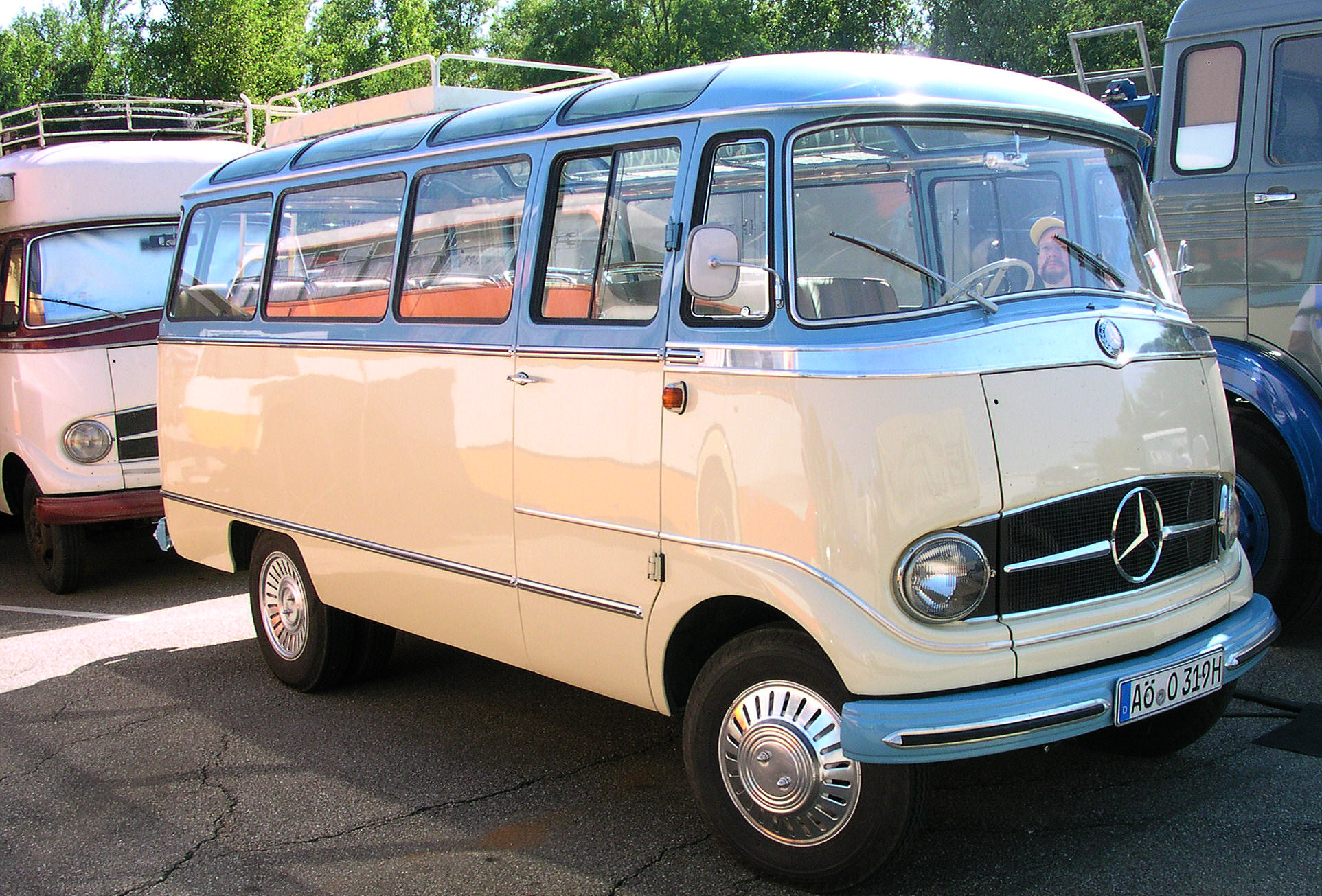
مدل مینی‌بوس O319